# شهریور ۱۳۸۹
شهریورماه ۱۳۸۹ اولین ماه از این سال است.
آغاز آن دوشنبه: ‎۱ شهریور ۱۳۸۹ (۲۳ اوت ۲۰۱۰) میلادی
مطابق با 13 رمضان ۱۴۳۱ قمری قراردادی می‌باشد.

## ۱ شهریور ۱۳۸۹
- مهین شهابی در سن ۷۴ سالگی به علت تومور مغزی درگذشت

## ۲ شهریور ۱۳۸۹
- مهین شهابی در سن ۷۴ سالگی به علت تومور مغزی درگذشت